# L'uomo in trappola
L'uomo in trappola (Der Mann in der Falle) è un film muto del 1920 diretto da Wolfgang Neff.

## Produzione
Il film fu prodotto dall'Orplid-Film GmbH di Berlino.

## Distribuzione
Il film venne presentato a Berlino il 2 agosto 1920. In Italia, dove prese il titolo L'uomo in trappola, fu distribuito dalla Papillon nel 1922 in una versione di 1350 metri con il visto di censura numero 16893.